# 阿耳刻悠妮峰
72°42′S 165°33′E / 72.700°S 165.550°E
阿耳刻悠妮峰（Alcyone Cone），是南極洲的山峰，位於維多利亞地的彭內爾海岸，處於馬里納冰川源頭西面，以威靈頓維多利亞大學探險隊的地質學家命名，現時由南極條約體系管理。

## 外部連結
- 本条目引用的公有领域材料来自美国地质调查局的文档《阿耳刻悠妮峰》 （資料來自地名信息系统）。